# 浦川原村
浦川原村（うらがわらむら）は、新潟県の南西に位置していた東頸城郡の村。上越市への通勤率は23.4%（平成12年国勢調査）。2005年1月1日に上越市に編入し、村域は地域自治区「浦川原区」となった。

## 地理
- 山:
- 河川: 保倉川
- 湖沼:

### 隣接していた自治体
- 北：中頸城郡吉川町
- 西：中頸城郡頸城村、三和村
- 南：東頸城郡牧村、安塚町
- 東：東頸城郡大島村

## 歴史

### 沿革
- 1955年（昭和30年）3月31日 - 東頸城郡安塚村大字中猪子田・下猪子田・上猪子田・小谷島・虫川・小蒲生田・横住・真光寺・谷・法定寺・熊沢が分離され東頸城郡下保倉村と合併し浦川原村が発足。
- 1961年（昭和36年）4月1日 - 東頸城郡牧村の一部を編入。
- 2005年（平成17年）1月1日 - 上越市に編入され、町域は地域自治区「浦川原区」となる。

## 経済

### 産業
- 主な産業
- 産業人口

## 地域

### 教育
- 浦川原村立下保倉小学校
- 浦川原村立末広小学校
- 浦川原村立中保倉小学校
- 浦川原村立浦川原中学校

## 交通

### 鉄道路線
- 北越急行ほくほく線
  - うらがわら駅、虫川大杉駅

### 道路
高速道路
村内にあったインターチェンジ：
一般国道
村内を走っていた一般国道：国道253号
都道府県道
村内を走っていた県道：

## 名所・旧跡・観光スポット・祭事・催事
- 顕聖寺
- 日光寺
- 法定寺
- 虫川の大杉：樹齢千年以上
- 山本ぶどう園
- 霧ケ岳温泉「ゆあみ」:コシヒカリアイスが有名
- 霧ケ岳公園

- 若葉まつり
- うらがわらまつり
- 山本ぶどう祭り
- 農業祭
- 雪上カーニバル